# Onthophagus tridenticeps
Onthophagus tridenticeps là một loài bọ cánh cứng trong họ Bọ hung (Scarabaeidae).